# Legion Wasa
 (mars 2022).
Pour les articles homonymes, voir Vasa (homonymie).

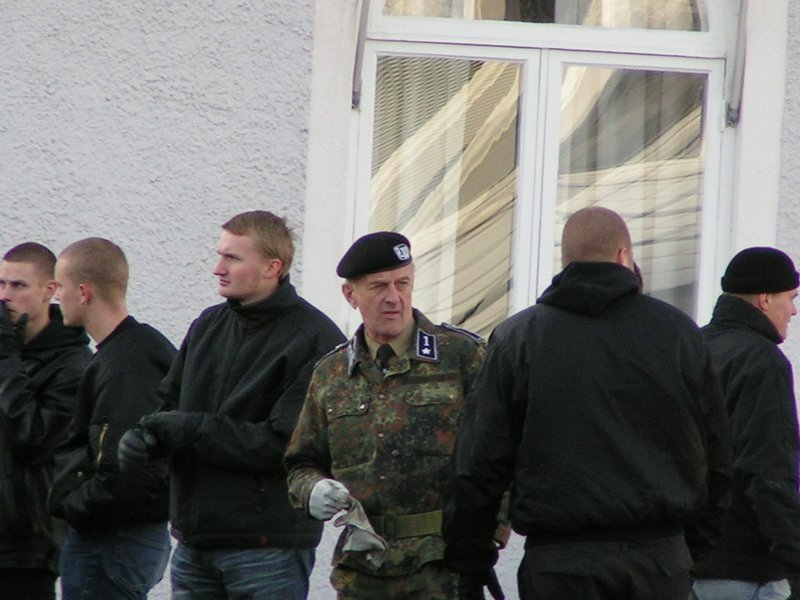
Curt Linusson en uniforme lors d'une démonstration a Växjö

La Legion Wasa était une organisation paramilitaire néonazie suédoise,, fondée en 1999.
Les membres de la Légion Wasa se seraient préparés à la guerre raciale et auraient fait des préparatifs pour aider Saddam Hussein dans la guerre en Irak contre l'invasion de l'armée américaine,. L'offre a cependant été refusée par l'ambassade d'Irak en Suède. Dirigé par Curt Linusson, ancien soldat de l'ONU et officier de la Home Guard, le groupe a mené des exercices de terrain dans les forêts du comté de Västra Götaland,. L'organisation comptait entre 25 et 30 membres.
En 2004, quatre membres de l'organisation ont été arrêtés, accusés d'avoir comploté des meurtres de masse d'opposants politiques et d'avoir formé une cellule terroriste inspirée du roman The Turner Diaries. Tous les quatre ont été acquittés pour des accusations de terrorisme, bien que trois des accusés aient été reconnus coupables de violence et de drogue, avec des peines allant d'un à deux ans d'emprisonnement.
L'organisation est inactive depuis environ 2010,.